# World Team Trophy 2023
World Team Trophy 2023 – 8. edycja zawodów drużynowych w łyżwiarstwie figurowym, które odbyły się w dniach od 13 do 16 kwietnia 2023 w hali Metropolitan Gymnasium w Tokio. W zawodach wzięło udział 6 reprezentacji w skład których wchodziło: dwóch solistów, dwie solistki, jedna para sportowa i jedna para taneczna.

## Rekordy świata
| Rekordy świata (GOE±5) na moment rozpoczęcia zawodów (stan na 13 kwietnia 2023): | Rekordy świata (GOE±5) na moment rozpoczęcia zawodów (stan na 13 kwietnia 2023): | Rekordy świata (GOE±5) na moment rozpoczęcia zawodów (stan na 13 kwietnia 2023): | Rekordy świata (GOE±5) na moment rozpoczęcia zawodów (stan na 13 kwietnia 2023): | Rekordy świata (GOE±5) na moment rozpoczęcia zawodów (stan na 13 kwietnia 2023): | Rekordy świata (GOE±5) na moment rozpoczęcia zawodów (stan na 13 kwietnia 2023): |
| Konkurencja                                                                      | Segment                                                                          | Zawodnicy                                                                        | Punkty                                                                           | Zawody                                                                           | Data                                                                             |
| -------------------------------------------------------------------------------- | -------------------------------------------------------------------------------- | -------------------------------------------------------------------------------- | -------------------------------------------------------------------------------- | -------------------------------------------------------------------------------- | -------------------------------------------------------------------------------- |
| Soliści                                                                          | Nota łączna                                                                      | Nathan Chen                                                                      | 335,30                                                                           | Finał Grand Prix 2019                                                            | 7 grudnia 2019                                                                   |
| Soliści                                                                          | Program dowolny                                                                  | Nathan Chen                                                                      | 224,92                                                                           | Finał Grand Prix 2019                                                            | 7 grudnia 2019                                                                   |
| Soliści                                                                          | Program krótki                                                                   | Nathan Chen                                                                      | 113,97                                                                           | Zimowe igrzyska olimpijskie 2022                                                 | 10 lutego 2020                                                                   |
| Solistki                                                                         | Nota łączna                                                                      | Kamiła Walijewa                                                                  | 272,71                                                                           | Rostelecom Cup 2021                                                              | 27 listopada 2021                                                                |
| Solistki                                                                         | Program dowolny                                                                  | Kamiła Walijewa                                                                  | 185,29                                                                           | Rostelecom Cup 2021                                                              | 27 listopada 2021                                                                |
| Solistki                                                                         | Program krótki                                                                   | Kamiła Walijewa                                                                  | 90,45                                                                            | Mistrzostwa Europy 2022                                                          | 13 stycznia 2022                                                                 |
| Pary sportowe                                                                    | Nota łączna                                                                      | Sui Wenjing / Han Cong                                                           | 239,88                                                                           | Zimowe igrzyska olimpijskie 2022                                                 | 19 lutego 2022                                                                   |
| Pary sportowe                                                                    | Program dowolny                                                                  | Anastasija Miszyna / Aleksandr Gallamow                                          | 157,46                                                                           | Mistrzostwa Europy 2022                                                          | 13 stycznia 2022                                                                 |
| Pary sportowe                                                                    | Program krótki                                                                   | Sui Wenjing / Han Cong                                                           | 84,41                                                                            | Zimowe igrzyska olimpijskie 2022                                                 | 18 lutego 2022                                                                   |
| Pary taneczne                                                                    | Nota łączna                                                                      | Gabriella Papadakis / Guillaume Cizeron                                          | 229,82                                                                           | Mistrzostwa świata 2022                                                          | 26 marca 2022                                                                    |
| Pary taneczne                                                                    | Taniec dowolny                                                                   | Gabriella Papadakis / Guillaume Cizeron                                          | 137,09                                                                           | Mistrzostwa świata 2022                                                          | 26 marca 2022                                                                    |
| Pary taneczne                                                                    | Taniec rytmiczny                                                                 | Gabriella Papadakis / Guillaume Cizeron                                          | 92,73                                                                            | Mistrzostwa świata 2022                                                          | 25 marca 2022                                                                    |

W trakcie zawodów ustanowiono następujące rekordy świata (GOE±5):
| Konkurencja   | Segment          | Zawodnicy                  | Rekord [pkt] | Zmiana o [pkt] | Data             |
| ------------- | ---------------- | -------------------------- | ------------ | -------------- | ---------------- |
| Pary taneczne | Nota łączna      | Madison Chock / Evan Bates | 232,32       | (+2,50)        | 14 kwietnia 2023 |
| Pary taneczne | Taniec dowolny   | Madison Chock / Evan Bates | 138,41       | (+1,32)        | 14 kwietnia 2023 |
| Pary taneczne | Taniec rytmiczny | Madison Chock / Evan Bates | 93,91        | (+1,18)        | 13 kwietnia 2023 |

## Medaliści
| Złoto | Srebro | Brąz |
| Stany Zjednoczone Ilia Malinin · Jason Brown · Amber Glenn · Isabeau Levito · Alexa Knierim / Brandon Frazier · Madison Chock / Evan Bates | Korea Południowa Cha Jun-hwan · Lee Si-hyeong · Kim Ye-lim · Lee Hae-in · Cho Hye-jin / Steven Adcock · Hannah Lim / Ye Quan | Japonia Shun Satō · Kazuki Tomono · Mai Mihara · Kaori Sakamoto · Riku Miura / Ryuichi Kihara · Kana Muramoto / Daisuke Takahashi |

## Składy reprezentacji
| Reprezentacja                            | Soliści                        | Solistki                           | Pary sportowe                            | Pary taneczne                            |
| ---------------------------------------- | ------------------------------ | ---------------------------------- | ---------------------------------------- | ---------------------------------------- |
| Kanada · Kapitan: Piper Gilles           | Stephen Gogolev Keegan Messing | Sara-Maude Dupuis Madeline Schizas | Deanna Stellato-Dudek / Maxime Deschamps | Piper Gilles / Paul Poirier              |
| Francja · Kapitan: Kévin Aymoz           | Kévin Aymoz Adam Siao Him Fa   | Lorine Schild Léa Serna            | Camille Kowalew / Pawieł Kowalew         | Jewgienija Łopariowa / Geoffrey Brissaud |
| Włochy · Kapitan: Marco Fabbri           | Daniel Grassl Matteo Rizzo     | Lara Naki Gutmann Anna Pezzetta    | Sara Conti / Niccolò Macii               | Charlène Guignard / Marco Fabbri         |
| Japonia · Kapitan: Kaori Sakamoto        | Shun Satō Kazuki Tomono        | Mai Mihara Kaori Sakamoto          | Riku Miura / Ryuichi Kihara              | Kana Muramoto / Daisuke Takahashi        |
| Korea Południowa · Kapitan: Cha Jun-hwan | Cha Jun-hwan Lee Si-hyeong     | Kim Ye-lim Lee Hae-in              | Cho Hye-jin / Steven Adcock              | Hannah Lim / Ye Quan                     |
| Stany Zjednoczone · Kapitan: Jason Brown | Jason Brown Ilia Malinin       | Amber Glenn Isabeau Levito         | Alexa Knierim / Brandon Frazier          | Madison Chock / Evan Bates               |

### Zmiany na listach startowych
| Data             | Konkurencja | Wycofali się | Zastąpiony przez | Powód           | Źródło |
| ---------------- | ----------- | ------------ | ---------------- | --------------- | ------ |
| 10 kwietnia 2023 | Soliści     | Shōma Uno    | Shun Satō        | Kontuzja kostki | [ 15 ] |

## Wyniki

### Soliści
| Poz. | Zawodnik         | Reprezentacja     | Nota łączna | SP | SP     | Pts. | FS | FS     | Pts. |
| ---- | ---------------- | ----------------- | ----------- | -- | ------ | ---- | -- | ------ | ---- |
| 1    | Cha Jun-hwan     | Korea Południowa  | 289,15      | 2  | 101,33 | 11   | 1  | 187,82 | 12   |
| 2    | Ilia Malinin     | Stany Zjednoczone | 279,54      | 1  | 105,90 | 12   | 5  | 173,64 | 8    |
| 3    | Kévin Aymoz      | Francja           | 279,43      | 3  | 100,58 | 10   | 4  | 178,85 | 9    |
| 4    | Jason Brown      | Stany Zjednoczone | 279,04      | 4  | 95,61  | 9    | 3  | 183,43 | 10   |
| 5    | Matteo Rizzo     | Włochy            | 275,36      | 8  | 88,01  | 5    | 2  | 187,35 | 11   |
| 6    | Daniel Grassl    | Włochy            | 263,34      | 6  | 89,81  | 7    | 6  | 173,53 | 7    |
| 7    | Kazuki Tomono    | Japonia           | 253,91      | 7  | 89,36  | 6    | 9  | 164,55 | 4    |
| 8    | Keegan Messing   | Kanada            | 252,74      | 9  | 79,75  | 4    | 7  | 172,99 | 6    |
| 9    | Adam Siao Him Fa | Francja           | 247,42      | 5  | 92,82  | 8    | 10 | 154,60 | 3    |
| 10   | Shun Satō        | Japonia           | 241,31      | 11 | 76,45  | 2    | 8  | 164,86 | 5    |
| 11   | Lee Si-hyeong    | Korea Południowa  | 202,06      | 10 | 77,24  | 3    | 12 | 124,82 | 1    |
| 12   | Stephen Gogolev  | Kanada            | 174,95      | 12 | 49,78  | 1    | 11 | 125,17 | 2    |

### Solistki
| Poz. | Zawodniczka       | Reprezentacja     | Nota łączna | SP | SP    | Pts. | FS | FS     | Pts. |
| ---- | ----------------- | ----------------- | ----------- | -- | ----- | ---- | -- | ------ | ---- |
| 1    | Lee Hae-in        | Korea Południowa  | 225,47      | 1  | 76,90 | 12   | 1  | 148,57 | 12   |
| 2    | Kaori Sakamoto    | Japonia           | 218,44      | 2  | 72,69 | 11   | 2  | 145,75 | 11   |
| 3    | Isabeau Levito    | Stany Zjednoczone | 213,87      | 3  | 71,22 | 10   | 4  | 142,65 | 9    |
| 4    | Kim Ye-lim        | Korea Południowa  | 206,24      | 7  | 62,65 | 6    | 3  | 143,59 | 10   |
| 5    | Mai Mihara        | Japonia           | 198,06      | 5  | 66,85 | 8    | 5  | 131,21 | 8    |
| 6    | Amber Glenn       | Stany Zjednoczone | 195,01      | 6  | 66,55 | 7    | 6  | 128,46 | 7    |
| 7    | Madeline Schizas  | Kanada            | 184,88      | 4  | 69,76 | 9    | 9  | 115,12 | 4    |
| 8    | Léa Serna         | Francja           | 177,72      | 8  | 60,18 | 5    | 7  | 117,54 | 6    |
| 9    | Lorine Schild     | Francja           | 170,00      | 10 | 55,72 | 3    | 10 | 114,28 | 3    |
| 10   | Lara Naki Gutmann | Włochy            | 167,95      | 12 | 51,12 | 1    | 8  | 116,83 | 5    |
| 11   | Anna Pezzetta     | Włochy            | 162,43      | 9  | 56,13 | 4    | 11 | 106,30 | 2    |
| 12   | Sara-Maude Dupuis | Kanada            | 148,75      | 11 | 54,31 | 2    | 12 | 94,44  | 1    |

### Pary sportowe
| Poz. | Zawodnicy                                | Reprezentacja     | Nota łączna | SP | SP    | Pts. | FS | FS     | Pts. |
| ---- | ---------------------------------------- | ----------------- | ----------- | -- | ----- | ---- | -- | ------ | ---- |
| 1    | Alexa Knierim / Brandon Frazier          | Stany Zjednoczone | 230,12      | 1  | 82,25 | 12   | 1  | 147,87 | 12   |
| 2    | Riku Miura / Ryuichi Kihara              | Japonia           | 224,16      | 2  | 80,47 | 11   | 2  | 143,69 | 11   |
| 3    | Sara Conti / Niccolò Macii               | Włochy            | 200,06      | 4  | 69,84 | 9    | 3  | 130,22 | 10   |
| 4    | Deanna Stellato-Dudek / Maxime Deschamps | Kanada            | 199,93      | 3  | 70,20 | 10   | 4  | 129,73 | 9    |
| 5    | Camille Kowalew / Pawieł Kowalew         | Francja           | 178,38      | 5  | 63,60 | 8    | 5  | 114,78 | 8    |
| 6    | Cho Hye-jin / Steven Adcock              | Korea Południowa  | 162,82      | 6  | 60,55 | 7    | 6  | 102,27 | 7    |

### Pary taneczne
| Poz. | Zawodnicy                                | Reprezentacja     | Nota łączna | RD | RD       | Pts. | FD | FD        | Pts. |
| ---- | ---------------------------------------- | ----------------- | ----------- | -- | -------- | ---- | -- | --------- | ---- |
| 1    | Madison Chock / Evan Bates               | Stany Zjednoczone | 232,32 WR   | 1  | 93,91 WR | 12   | 1  | 138,41 WR | 12   |
| 2    | Charlène Guignard / Marco Fabbri         | Włochy            | 223,24      | 2  | 90,90    | 11   | 2  | 132,34    | 11   |
| 3    | Piper Gilles / Paul Poirier              | Kanada            | 216,85      | 3  | 88,37    | 10   | 3  | 128,48    | 10   |
| 4    | Kana Muramoto / Daisuke Takahashi        | Japonia           | 195,01      | 4  | 78,38    | 9    | 5  | 116,63    | 8    |
| 5    | Jewgienija Łopariowa / Geoffrey Brissaud | Francja           | 194,67      | 5  | 76,15    | 8    | 4  | 118,52    | 9    |
| 6    | Hannah Lim / Ye Quan                     | Korea Południowa  | 179,23      | 6  | 69,96    | 7    | 6  | 109,27    | 7    |

### Klasyfikacja końcowa
| Poz. | Reprezentacja     | Soliści | Soliści | Solistki | Solistki | Pary sportowe | Pary sportowe | Pary taneczne | Pary taneczne | Pts. |
| Poz. | Reprezentacja     | SP      | FS      | SP       | FS       | SP            | FS            | RD            | FD            | Pts. |
| ---- | ----------------- | ------- | ------- | -------- | -------- | ------------- | ------------- | ------------- | ------------- | ---- |
| 1    | Stany Zjednoczone | 12      | 10      | 10       | 9        | 12            | 12            | 12            | 12            | 120  |
| 1    | Stany Zjednoczone | 9       | 8       | 7        | 7        | 12            | 12            | 12            | 12            | 120  |
| 2    | Korea Południowa  | 11      | 12      | 12       | 12       | 7             | 7             | 7             | 7             | 95   |
| 2    | Korea Południowa  | 3       | 1       | 6        | 10       | 7             | 7             | 7             | 7             | 95   |
| 3    | Japonia           | 6       | 5       | 11       | 11       | 11            | 11            | 9             | 8             | 94   |
| 3    | Japonia           | 2       | 4       | 8        | 8        | 11            | 11            | 9             | 8             | 94   |
| 4    | Włochy            | 7       | 11      | 4        | 5        | 9             | 10            | 11            | 11            | 83   |
| 4    | Włochy            | 5       | 7       | 1        | 2        | 9             | 10            | 11            | 11            | 83   |
| 5    | Francja           | 10      | 9       | 5        | 6        | 8             | 8             | 8             | 9             | 80   |
| 5    | Francja           | 8       | 3       | 3        | 3        | 8             | 8             | 8             | 9             | 80   |
| 6    | Kanada            | 4       | 6       | 9        | 4        | 10            | 9             | 10            | 10            | 68   |
| 6    | Kanada            | 1       | 2       | 2        | 1        | 10            | 9             | 10            | 10            | 68   |